# Fichtelhof
Fichtelhof (oberfränkisch: Väadlhuf) ist ein Gemeindeteil der Gemeinde Neudrossenfeld im Landkreis Kulmbach (Oberfranken, Bayern). Fichtelhof liegt in der Gemarkung Neudrossenfeld.

## Geographie
Der Weiler besteht aus zwei Siedlungen und liegt in direkter Nachbarschaft zu Hintere Lehen im Norden. Im Westen befindet sich der Pfarrwald. Ein Anliegerweg führt nach Neudrossenfeld zur Kreisstraße KU 11 (0,9 km westlich) bzw. zur KU 11 (0,3 km südöstlich), ein weiterer führt nach Vordere Lehen (0,6 km nordwestlich) bzw. ebenfalls zur KU 11 (0,6 km südöstlich).

## Geschichte
Der Ort wurde 1584 als „Fichtelhof“ erstmals urkundlich erwähnt. Namensgebend war wohl eine markante Fichte. Die mundartliche Form bedeutet Viertelhof. Dem entsprachen die zu dem Anwesen gehörenden Ackerflächen in der Größe.
Gegen Ende des 18. Jahrhunderts bestand Fichtelhof aus einem Anwesen. Das Hochgericht übte das bayreuthische Stadtvogteiamt Kulmbach aus. Das Rittergut Neudrossenfeld war Grundherr der Sölde.
Von 1797 bis 1810 unterstand der Ort dem Justiz- und Kammeramt Kulmbach. Mit dem Gemeindeedikt wurde Fichtelhof dem 1811 gebildeten Steuerdistrikt Neudrossenfeld und der 1812 gebildeten gleichnamigen Ruralgemeinde zugewiesen.

### Einwohnerentwicklung
| Jahr      | 001809 | 001818 | 001861 | 001871 | 001885 | 001900 | 001925 | 001950 | 001961 | 001970 | 001987 |
| Einwohner | 43     | 37     | 58     | 42     | 65     | 49     | 41     | 48     | 26     | 29     | 25     |
| Häuser    |        | 10     |        |        | 11     | 11     | 9      | 8      | 8      |        | 9      |
| Quelle    | [ 11 ] | [ 8 ]  | [ 12 ] | [ 13 ] | [ 14 ] | [ 15 ] | [ 16 ] | [ 17 ] | [ 18 ] | [ 19 ] | [ 1 ]  |

## Religion
Fichtelhof ist evangelisch-lutherisch geprägt und nach Neudrossenfeld gepfarrt.